# موجودات زیبا
موجودات زیبا (انگلیسی: Beautiful Creatures) فیلمی در ژانر رمانتیک، فانتزی، و درام به کارگردانی ریچارد لاگراونیس است که در سال ۲۰۱۳ منتشر شد.

## بازیگران
- آلدن ارنرایک
- وایولا دیویس
- امی رسوم
- اما تامپسون
- جرمی آیرونز
- توماس من
- کایل گالنر
- زوئی دویچ
- مارگو مارتیندال
- آیلین اتکینز
- پروییت تیلور وینس
- آلیس انگلرت
- لنس ای.نیکولز
- تیفانی بون